# Осовский, Ефим Григорьевич
Ефи́м Григо́рьевич Осовский (11 октября 1930 — 20 июня 2004) — советский и российский педагог, доктор педагогических наук (1982), профессор (1983), заслуженный деятель науки Мордовской АССР (1986), член-корреспондент РАО (1993; Отделение философии образования и теоретической педагогики), зав. кафедрой педагогики и психологии (затем — кафедры научных основ образования) Мордовского государственного педагогического института (1967—2004).

## Биография
Е. Г. Осовский родился в г. Бобруйске (Белоруссия) 11 октября 1930 г. Помогая семье, он рано начал трудовую деятельность, а тринадцатилетним подростком, оставшись без родителей, начал самостоятельную жизнь: одновременно учился в школе ФЗО и работал на военном заводе в г. Актюбинске.
В 1944—1951 гг. жил в Москве и Ленинграде, работал на заводе, был воспитанником воинской части, закончил ремесленное училище, вечернюю школу-семилетку, индустриально-педагогический техникум трудовых резервов. Затем работал на Урале в г. Красновишерске мастером производственного обучения и преподавателем ремесленного училища.
В 1954 г. он поступил в Московский государственный педагогический институт. В 1958 г., по окончании вуза, Осовский был рекомендован в аспирантуру.
С 1961 г. жизнь Е. Г. Осовского была связана с высшей школой. Первоначально он работал в Череповецком государственном педагогическом институте, а с 1967 г. (по 2004 г.) — в Мордовском государственном педагогическом институте им. М. Е. Евсевьева в качестве заведующего кафедрой педагогики и психологии (позже — научных основ образования).
Супруга Валентина Егоровна Осовская (1930—2008) — кандидат филологических наук, доцент; сыновья: Олег — доктор филологических наук, профессор Мордовского государственного педагогического института им. М. Е. Евсевьева, Максим.

## Научная деятельность
Е. Г. Осовский — основатель ряда приоритетных направлений в педагогической науке, им созданы оригинальные научные школы.
Одним из основных направлений его научной деятельности было изучение истории профессионально-технического образования и профессиональной педагогики в России.
В 1960-80-е гг. совместно с А. Н. Веселовым и Н. Н. Кузьминым он заложил основы истории профессиональной школы и педагогики как новой отрасли научного знания, возглавлял секцию историков в Научном совете по проблемам профтехобразования АПН СССР. В монографии «Развитие теории профессионально-технического образования в СССР (1917—1940)» теория профтехобразования впервые была рассмотрена Осовским как предмет историко-педагогических исследований. За работу «Очерки истории профессионально-технического образования в СССР» он как автор и научный редактор был удостоен премии АПН СССР им. К. Д. Ушинского.
В 1981 г. Е. Г. Осовский защитил докторскую диссертацию «Развитие теории профессионально-технического образования в СССР. 1917—1940 гг.». Он принимал участие в подготовке учебника «Профессиональная педагогика», разработке комплекса статей «Энциклопедии профессионального образования», в написании коллективной монографии «История профессионального образования в России».
Е. Г. Осовский создал научную школу по педагогической регионологии Поволжья, положил начало исследованиям по истории школы и просвещения в Мордовском крае. Он явился составителем и автором книги «Просветители и педагоги Мордовского края».
Е. Г. Осовский являлся руководителем редакции образования и науки «Мордовской энциклопедии» и трехтомника «История Мордовии в лицах» и трехтомника «История Мордовии в лицах» .
Велик вклад Е. Г. Осовского в разработку проблем исследования истории педагогики и образования российского зарубежья. В 1996 г. он собрал и опубликовал антологию «Педагогика Российского Зарубежья», которая впервые знакомила с философско-педагогическим наследием эмиграции. Под его руководством была подготовлена монография «Очерки истории образования и педагогической мысли Российского Зарубежья (20-50-е гг. XX в.)».